# (32574) 2001 QM78
2001 QM78 (asteroide 32574) é um asteroide da cintura principal. Possui uma excentricidade de 0.19256130 e uma inclinação de 15.82838º.
Este asteroide foi descoberto no dia 16 de agosto de 2001 por LINEAR em Socorro.